# Vadim Jarosjtjuk
Vadim Jarosjtjuk, född 2 april 1966 i Kryvyj Rih, är en före detta sovjetisk simmare.
Jarosjtjuk blev olympisk bronsmedaljör på 200 meter medley vid sommarspelen 1988 i Seoul.